# 纳氏楚蛛
纳氏楚蛛（学名：Zygiella nadileri）为肖峭科楚蛛属的动物。分布于越南以及中国大陆的湖南、广西、云南、等地。该物种的模式产地在越南。